# Touch the Sky (A Touch of Class)
Touch the Sky è il secondo album del gruppo musicale dance tedesco A Touch of Class, pubblicato il 23 marzo 2003 dall'etichetta discografica Sony BMG.

## Tracce
1. Call On Me
2. Star
3. I'm In Heaven (When You Kiss Me)
4. New York City
5. Set Me Free
6. No Place Like Home
7. Secret World
8. Touch the Sky
9. Moment in Time
10. I'm Gonna Make You Mine
11. Maybe
12. Baby, Bye, Bye